# UPCN Vóley Club
A UPCN Vóley Club é um time argentino de voleibol masculino da cidade de San Juan, na província homônima. Atualmente disputa o Campeonato Argentino de Voleibol Masculino.

## Títulos

### Internacionais
- Campeonato Sul-Americano de Voleibol - 2013 e 2015

### Nacionais
- Campeonato Argentino - 2010-11, 2011-12, 2012-13,2013-14,2014-15,2015-16 e 2017-18
- Copa Argentina - 2012-13, 2013-14,2015-16 e 2019-20
- Copa Master - 2010, 2011, 2013, 2014, 2016, 2017
- Súper 8 - 2009-10

## Elenco
Integrantes da UPCN Vóley Club para a disputa da Liga A1 2012/2013: 